# Vrbice u Vacova

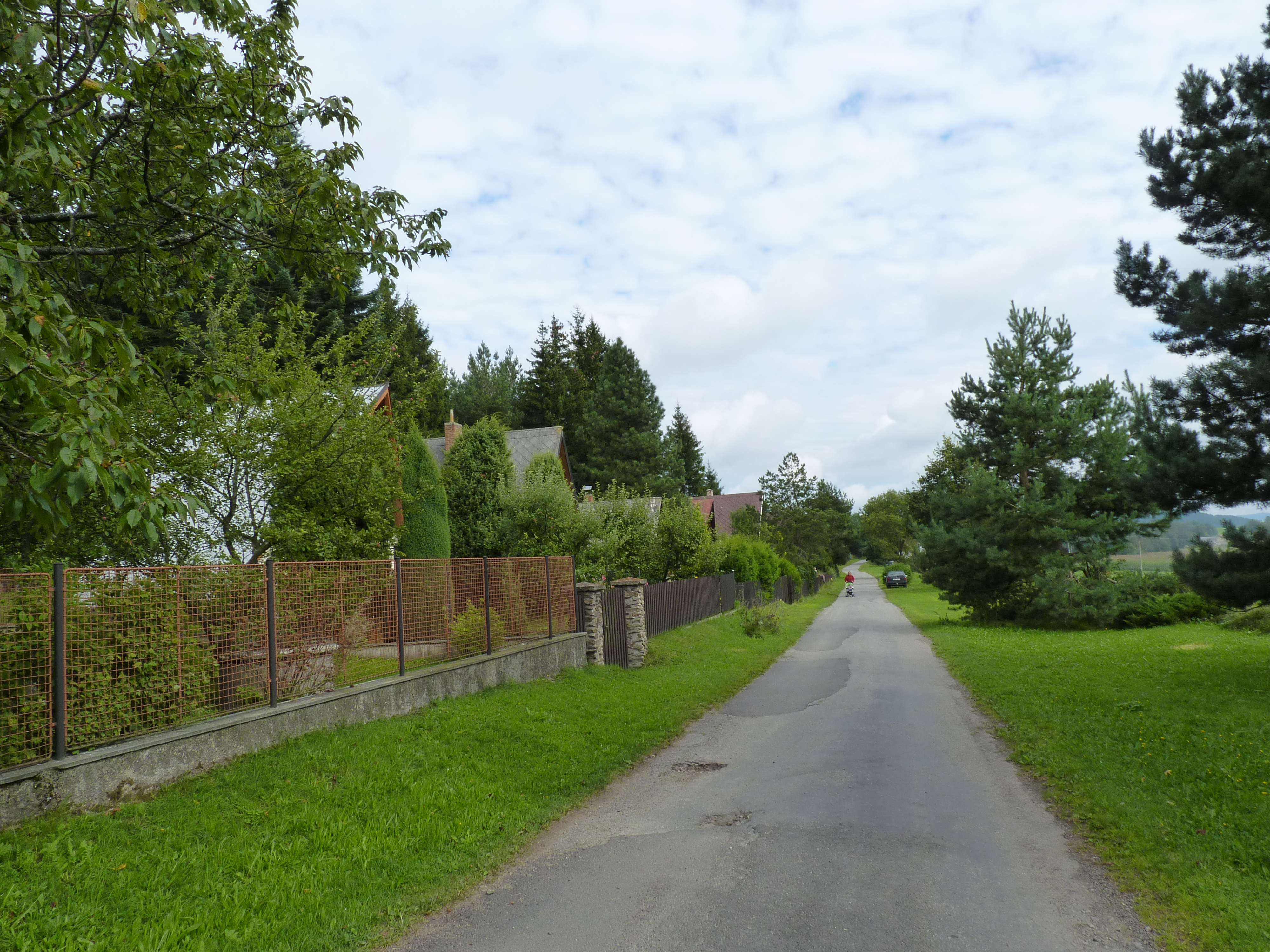
Wochenendhaussiedlung Sušina

Vrbice (deutsch Wrbitz, 1939–1945 Weidenfeld) ist eine Gemeinde in Tschechien. Sie liegt elf Kilometer nordwestlich von Vimperk in Südböhmen und gehört zum Okres Prachatice.

## Geographie
Vrbice befindet sich auf einer Hochfläche am südöstlichen Fuße des Hügels Na Hrbech (766 m) im Vorland des Böhmerwaldes. Nördlich liegt der Quellgrund des Baches Peklov, gegen Süden das Tal des Mladíkovský potok. Nordöstlich erhebt sich der Na Velkém poli (749 m), im Osten der Ve Skalce (708 m), südöstlich der Na Mýtkách (766 m), im Südwesten der Na Hradě (879 m), westlich der Javorník (1066 m) sowie im Nordwesten der Na Hrbech und der Zahájený (845 m). Westlich von Vrbice liegt im Tal des Mladíkovský potok ein Badeteich und das Camp Rohanov. Durch Vrbice führt die Staatsstraße II/171 zwischen Čkyně und Sušice.
Nachbarorte sind Korytský, Paloucký, Bečvář, Paloučky, Zálesí, Tomášek und Na Rejtích im Norden, Mácha, Amerika, Pod Kapličkou, Drážov, Přečínské Chalupy und Dobrš im Nordosten, Přečín, Štefl und Chvalšovické Chalupy im Osten, Vacov im Südosten, Vlkonice und Peckov im Süden, Benešova Hora, Rohanov und Bošice im Südwesten, Sušina, Dálka und Lhota nad Rohanovem im Westen sowie Milíkov, Zuklín, Lazny, Strašín, U Biskupa, Biskup und Maleč im Nordwesten.

## Geschichte
Das Dorf wurde wahrscheinlich im 13. Jahrhundert im Zuge der Kolonisationstätigkeit des Vyšehrader Kapitels gegründet. Die erste schriftliche Erwähnung von Wirbicz erfolgte im Jahre 1382. Das Dorf gehörte zum Gut Přečín, das hier einen von vier Vorwerkshöfen bewirtschaftete. Der heutige Ortsname Vrbice ist erstmals 1554 nachweislich. Zu den oftmals wechselnden Besitzern von Přečín gehörte ab 1513 Wilhelm Přech von Čestice und später die Vladiken Kotz von Dobř. Im Jahr 1685 erwarb Ferdinand Franz Leopold Graf Wrtba das Gut Přečín. Er verkaufte es am 25. Juli 1700 an Ferdinand Fürst zu Schwarzenberg. Nach dem Tode Josephs II. Fürst zu Schwarzenberg beerbte ihn 1833 sein Sohn Johann Adolf II. Im Jahr 1840 bestand Wrbitz aus 19 Häusern mit 232 Einwohnern. Im Ort bestand ein herrschaftlicher Meierhof. Pfarrort war Watzau. Bis zur Mitte des 19. Jahrhunderts blieb das Dorf immer dem Allodialgut Přetschin samt Dobř und Rohanow untertänig.
Nach der Aufhebung der Patrimonialherrschaften bildete Vrbice/Wrbitz ab 1850 einen Ortsteil der Gemeinde Přečinov in der Bezirkshauptmannschaft Strakonice und dem Gerichtsbezirk Volyně. Wegen der wenig ertragreichen Landwirtschaft sicherte sich etwa ein Drittel der Einwohner den Lebensunterhalt durch Saisonarbeit im Ausland. Andere arbeiteten als Zirkusmusiker. Im Jahre 1910 lebten in den 50 Häusern von Vrbice 371 Menschen. 1912 löste sich Vrbice von Přečín los und bildete eine eigene Gemeinde.
Nach dem Zweiten Weltkrieg gründete sich in Vrbice eine Freiwillige Feuerwehr; sie schloss sich 1972 mit der Vacover Feuerwehr zusammen. Zum 1. Februar 1949 wurde die Gemeinde dem Okres Vimperk zugeordnet. Nach der Aufhebung des Okres Vimperk wurde Vrbice am 1. Juli 1960 Teil des Okres Prachatice. 1964 wurde Vrbice nach Vacov eingemeindet. Nach einem Referendum löste sich das Dorf zum 1. Januar 1993 wieder von Vacov los und bildete eine eigene Gemeinde.

## Gemeindegliederung
Für die Gemeinde Vrbice sind keine Ortsteile ausgewiesen. Zu Vrbice gehören die Ansiedlungen Sušina, Dálka und Milíkov sowie die Einschichten Korčanda, Hubka und Krejčí.

## Sehenswürdigkeiten
- Kapelle der Jungfrau Maria, Mittlerin der Gnaden am Dorfplatz, errichtet 1949
- Gezimmerte Chaluppen in der Volksbauweise des Böhmerwaldes
- Berg Javorník mit Klostermann-Turm und Rotunde des hl. Antonius von Padua